# Isla de Rhun
Isla de Rhun (también en indonesio: Pulau Rhun; también conocida como Pulo Run, Puloroon, o Run) es una de las islas más pequeñas de las islas Banda, que son una parte del país asiático de Indonesia. Tiene cerca de 3 km de largo y menos de 1 km de ancho.
En el siglo XVII, Rhun fue de gran importancia económica debido al valor de la nuez moscada y las especias que se obtienen del árbol de nuez moscada (Myristica fragans), que una vez que se encontraba exclusivamente en las islas de Banda.